# Friedberg (Baviera)
Friedberg (pronunciación en alemán: /ˈfʁiːtˌbɛʁk/ⓘ) es una ciudad en la región administrativa de Suabia en el Estado libre de Baviera en Alemania. Está 6 km al este de Augsburgo.
Junto con la ciudad de Aichach, Friedberg es capital del distrito de Aichach-Friedberg.